# Самсоновская-Левый Берег
Самсоновская-Левый Берег — опустевшая деревня в Вельском районе Архангельской области. Входит в состав Муниципального образования «Благовещенское».

## География
Деревня расположена в 84 километрах на север от города Вельска, на левом берегу реки Устья притока Ваги близ впадения в неё ручья Волица. Ближайшим населённым пунктом является расположенная на противоположном берегу реки деревня Самсоновская-Правый Берег.
Часовой пояс
Самсоновская-Левый Берег, как и вся Архангельская область, находится в часовой зоне МСК (московское время). Смещение применяемого времени относительно UTC составляет +3:00.

## Население
| 2002 | 2010 | 2012 | 2014 |
| ---- | ---- | ---- | ---- |
| 11   | ↘3   | ↘2   | ↘0   |

## История
Деревня указана в «Списке населённых мест по сведениям 1859 года» в составе Вельского уезда Вологодской губернии под номером «2411» как «Самсоновская(Подслудная)». Таким образом она не разделялась на правобережную и левобережную часть. Насчитывала 10 дворов, 36 жителей мужского пола и 33 женского.
В деревне находилась часовня прихода Чадромской Никольской церкви.